# Mayfield (East Sussex)
Mayfield – wieś w Anglii, w East Sussex, w dystrykcie Wealden. W 2015 miejscowość liczyła 2107 mieszkańców. W 1961 roku civil parish liczyła 3344 mieszkańców. Mayfield jest wspomniana w Domesday Book (1086) jako Mesewelle.